# فرودگاه نیروی هوایی سلطنتی استرالیا در پایگاه ویلیام‌تاون
فرودگاه نیروی هوایی سلطنتی استرالیا در پایگاه ویلیام‌تاون (به انگلیسی: RAAF Base Williamtown) یک فرودگاه نظامی با کد یاتا NTL است که یک باند فرود آسفالت دارد و طول باند آن ۲۴۳۸ متر است. این فرودگاه در کشور استرالیا قرار دارد و در ارتفاع ۹٫۴ متری از سطح دریا واقع شده است.